# إسبانيا في الألعاب الأولمبية الصيفية 1948
شارك إسبانيا في دورة الألعاب الأولمبية الصيفية 1948، التي أقيمت في لندن بالمملكة المتحدة، في الفترة الممتدة من 29 يوليو حتى 14 أغسطس، بوفد قوامه 65 رياضي جميعهم رجال في 11 رياضة.
حصد إسبانيا على ميدالية فضية واحدة في هذه الدورة محتلاً المرتبة 28 في الترتيب النهائي بين 59 دولة مشاركة.

## قائمة الميداليات
| الميدالية | الرياضي / الرياضية                                       | المنافسة | المسابقة            |
| فضية      | خوسيه نافارو مورينيس خايمي غارثيا كروث مارثيلينو غافيلان | فروسية   | قفز الحواجز الفرقية |